# Gedaliah Alon
Gedaliah Alon (em hebraico:  גדליה אלון, nascido Gedaliah Rogozitski; Kobryn, 1902 – 17 de março de 1950) foi um historiador israelense.

## Biografia
Alon (Rogozitski) nasceu em 1901 em Kobryn, Bielorrússia (na época pertencente ao Congresso da Polônia, regido pelo Império Russo). Em 1924 estudou durante um ano na Universidade de Berlim e, em 1926, imigrou para o Mandato Britânico da Palestina, continuando a estudar na Universidade Hebraica de Jerusalém, onde foi depois professor.

## Prêmios
- Três anos após sua morte foi postumamente laureado com o Prêmio Israel de 1953 por estudos judaicos.